# Flegmasia alba dolens
La flegmasia alba dolens (también conocido coloquialmente como  'pierna de leche'  o  'pierna blanca' ) es parte de un espectro de enfermedades relacionadas con la trombosis venosa profunda. Se observa con frecuencia durante el embarazo y en madres que acaban de dar a luz. En los casos de embarazo, se observa con mayor frecuencia durante el tercer trimestre, como resultado de una compresión de la vena ilíaca común izquierda contra el borde de la pelvis por el agrandamiento del útero. Hoy en día, esta enfermedad es más común (40% del tiempo) en relación con algún tipo de neoplasia subyacente. La hipercoagulabilidad (una propensión a la formación de coágulos) es un estado muy conocido que se produce en muchos estados de cáncer.
La enfermedad comienza presumiblemente con una trombosis venosa profunda, que progresa a la oclusión total del sistema venoso profundo. Es en esta etapa que se llama flegmasia alba dolens. Es un proceso repentino (agudo). La pierna, entonces, debe confiar en el sistema venoso superficial para el drenaje. El sistema superficial no es adecuada para manejar el gran volumen de sangre que está siendo entregado a la pierna a través del sistema arterial. El resultado es edema, dolor y un aspecto blanco ( alba ) de la pierna. El siguiente paso en la progresión de la enfermedad es la oclusión del sistema venoso superficial, impidiendo de este modo todo el flujo venoso de la extremidad. En esta etapa se le llama flegmasia cerulea dolens. La pierna se vuelve más hinchada y cada vez más doloroso. Además, el edema y la pérdida del flujo venoso impide el flujo arterial. La isquemia y, por lo tanto, la gangrena son la última consecuencia temida.
"Flegmasia alba dolens" significa literalmente "edema doloroso blanco ". 
 Se recibió el nombre de "pata de leche", ya que una vez se pensó que era  causada por la metástasis de leche